# Petromyscinae
Sous-famille
Les Petromyscinae sont une sous-famille de rongeurs.

## Liste des genres
Selon Mammal Species of the World (version 3, 2005)  (31 mai 2016) et ITIS (31 mai 2016) :
- genre Petromyscus
  - Petromyscus barbouri
  - Petromyscus collinus
  - Petromyscus monticularis
  - Petromyscus shortridgei